# Szilvériusz pápa
Szent Szilvériusz (latinul: Silverius), (? – 537. december 2.) volt az 58. egyházfő a történelem során 536. június 8-tól 537. március 11-ig. Neves papi családból származott, de a feltörő politikai viharok és intrikák hamar elsöpörték a pápai trónról.

## Élete
Hormiszdasz pápa fiaként született Frosinone városában. Apját követve ő is szent hivatást választott, és hamarosan Róma egyik aldiakónusa lett. Amikor I. Agapét pápa Konstantinápolyban meghalt azonnal kiújult a harc a gót király és a bizánci császár között, a pápai trón utódlásának kérdésében. Főként Theodóra bizánci császárné  viselte nagyon szívén az új pápa ügyét, ugyanis olyan embert akart a római püspöki székben látni, aki támogatja majd a monofizitákat. A pápával Konstantinápolyba érkezett küldöttség között talált is egy olyan diakónust, aki hajlandó lett volna közösségre lépni az Agapét által kitagadott Anthimosszal, és támogatni a monofizita tanokat. Ezt azonban pontosan tudta Theodahad keleti gót király is, és ezért megelőzve Theodorát nyomást gyakorolt a római zsinatra, így az pápává választotta Silveriust. A klérus nagy része nem támogatta az új pápát, ugyanis egy aldiakónust csak nagyon ritkán választanak meg erre a hivatalra. Mindenesetre írásban fogadtak engedelmességet Silveriusnak. 536. június 8-án szentelték fel.
Miután elfoglalta hivatalát Theodora császárné azonnal megkereste azzal a kérésével, hogy egyesüljön a monofizita egyházzal. Miután Silverius ezt határozottan megtagadta, a császárné dühében elhatározta, hogy minden áron elmozdítja trónjáról a pápát, és helyére korábbi választottját, Vigiliuszt ülteti. Eközben Rómában elszabadult a pokol. Meghalt a gót király, és utódja, Vitigis az egyházat okolta azért, mert Flavius Belisarius bizánci seregei már Róma falai alatt állomásoztak. Ezért megostromolta a várost, lerombolta az összes templomot, és meggyalázta a vértanúk sírjait. 536 decemberében a császári erők felmentették Rómát a féktelen gót rablóktól, és helyőrséget állítottak fel a városban. Ezek után nem csoda, hogy Szilvériusz nagy örömmel fogadta Belisariust a szent városban.

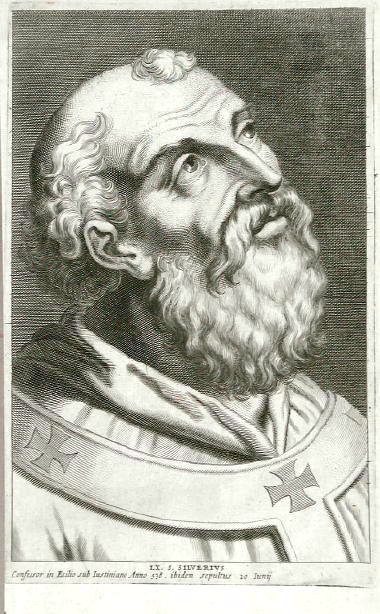
Szilvériusz

Theodora úgy gondolta, felhasználja a hadvezért tervei megvalósításához, és Vigiliuszt azonnal Rómába küldte. Belisarius felesége, Antonina a császárné hű alattvalója volt, és megpróbálta rávenni férjét Theodora tervének megvalósítására. Miután Belisarius nemet mondott, a császárné egy meghamisított levelet küldött Belisariusnak. A levélben egy titkos egyezmény volt Szilvériusz és Vitiges között. Eszerint a pápa elárulja a bizánciakat és éjszaka titokban megnyitja a város egyik kapuját a gót seregek előtt. 537 márciusában a császáriak azonnal elfogták Szilvériuszt, és pápai öltözékétől megfosztva, egy szerzetesi csuhában hajóra rakták, és száműzték Rómából. Ezután a zsinat bizánci nyomásra pápának választotta Vigiliuszt.
Szilvériusz hajója a lükiai Patarában kötött ki, itt tartották fogva a hatalmától megfosztott pápát. Patara püspöke azonban hamarosan rájött az árulásra, és fellebbezett az igazságtalanság ügyében I. Justinianus császárnál. Bizonyítékai megnyerték a császárt, aki elrendelte Szilvériusz ügyének újratárgyalását Rómában. Az elűzött pápa hajója így hamarosan kikötött Itáliában, Nápoly környékén. De Vigilius sem tétlenkedett, és felkészült ellenlábasa fogadására. A kikötőből azonnal a Tirrén-tenger egyik kis szigetére, Palmarolára hurcolták Silveriust, ahol a kegyetlen bánásmódba 537 decemberében bele is halt. Hamvait a szigeten temették el, és onnan soha nem szállították el azt. Évek múltán a szerencsétlen sorsú pápát vértanúnak nyilvánították és szentté avatták. Ünnepét június 20-án tartják.

## Művei
- Documenta Catholica Omnia (latin nyelven). (Hozzáférés: 2011. december 6.)